# Ѯ (слово ћирилице)
Кси (Ѯ, ѯ) је слово старог ћириличног алфабета,
изведено из грчког слова Кси (Ξ, ξ). Углавном се користило у позајмљеним грчким речима, поготово у речимa везаним за цркву.
Кси се више не користи у руском алфабету као и пси (Ѱ, ѱ), омега (Ѡ,ѡ), и јус (Ѧ ѧ, Ѫ ѫ) у грађанском писму (1708. година), а такође се више не користи у другим секуларним језицима (Старословенска азбука).
Представљало је број 60.

## Рачунарски кодови
| Знак                      | Ѯ                           | Ѯ                           | ѯ                         | ѯ                         |
| ------------------------- | --------------------------- | --------------------------- | ------------------------- | ------------------------- |
| Назив у Уникоду           | CYRILLIC CAPITAL LETTER KSI | CYRILLIC CAPITAL LETTER KSI | CYRILLIC SMALL LETTER KSI | CYRILLIC SMALL LETTER KSI |
| Врста кодирања            | децимална                   | хексадецимална              | децимална                 | хексадецимална            |
| Уникод                    | 1134                        | U+046E                      | 1135                      | U+046F                    |
| UTF-8                     | 209 174                     | D1 AE                       | 209 175                   | D1 AF                     |
| Нумеричка референца знака | &#1134;                     | &#x46E;                     | &#1135;                   | &#x46F;                   |